# Christian LeBlanc
Christian Jules LeBlanc (Fort Bragg (North Carolina), 25 augustus 1958) is een Amerikaanse acteur.
Van 1983 tot 1985 speelde hij in de soap As the World Turns.
Hij is vooral bekend voor zijn rol als Michael Baldwin in de soap The Young and the Restless, hij begon ermee in 1991 maar zijn personage belandde in 1993 in de gevangenis, na 4 jaar kwam hij weer vrij en verscheen hij terug als Michael Baldwin. Sindsdien bewandeld hij het rechte pad. Hij werd 5 keer genomineerd voor een Emmy Award en won één keer (in 2005). Ook in 2005 trouwde zijn personage met Lauren Fenmore (Tracey E. Bregman).
- Library of Congress Control Number: no2013085869
- Virtual International Authority File: 305236784
- WorldCat: E39PBJfWTM4CPjY9k6DthxhbVC